# Lagerpetidae
De Lagerpetidae (/ˌlædʒərˈpɛtɪdiː/; oorspronkelijk Lagerpetonidae) zijn een familie van basale Avemetatarsalia. Hoewel traditioneel beschouwd als de vroegst divergerende dinosauromorfen (dinosauriërs en die reptielen welke dichter bij de dinosauriërs staan dan bij de pterosauriërs), suggereren fossielen die in 2020 zijn beschreven dat lagerpetiden in plaats daarvan pterosauromorfen kunnen zijn (dichter bij pterosauriërs). Lagerpetide fossielen zijn bekend uit het Laat-Trias van Argentinië, Arizona, Brazilië, Madagaskar, New Mexico en Texas. Ze waren meestal klein, hoewel sommige lagerpetiden, zoals Dromomeron gigas en een exemplaar van de Santa Rosa-formatie toegeschreven aan Dromomeron sp., in staat waren om behoorlijk groot te worden (dijbeenlengte honderdvijftig tot tweehonderdtwintig millimeter). Lagerpetide fossielen zijn zeldzaam; de meest voorkomende vondsten zijn botten van de achterpoten, die een aantal unieke kenmerken bezaten.

## Naamgeving
Andrea Arcucci benoemde in 1986 een Lagerpetonidae om Lagerpeton een plaats te geven. In 2009 hernoemde Sterling Nesbitt dit tot Lagerpetidae als uitdrukking van Artikel 29.3.1 van de ICZN dat bepaalt dat familienamen afgeleid moeten worden van de stam van het typegenus indien de naam daarvan een Latijnse of Griekse oorsprong heeft. Die stam is in dit geval lagerpet~ en niet lagerpeton. Langer stelde in 2013 dat de naam Laperpetidae al de gebruikelijke was geworden en daarmee de in ieder geval geldige volgens Artikel 29.5 ICZN.
Nesbitt definieerde in 2009 ook een klade Lagerpetidae als de groep bestaande uit Lagerpeton chanarensis en alle soorten nauwer verwant aan Lagerpeton dan aan Alligator mississippiensis, Eudimorphodon ranzii, Marasuchus lilloensis, Silesaurus opolensis, Triceratops horridus, Saltasaurus loricatus of Passer domesticus (de huismus).
In 2020 werd een meer eenvoudige, zij het vermoedelijk materieel identieke, definitie gedeponeerd bij de PhyloCode: de groep bestaande uit Lagerpeton chanarensis en alle soorten nauwer verwant aan Lagerpeton dan aan Eudimorphodon ranzii, Silesaurus opolensis of Vultur gryphus. Deze definitie, onder Registration Number 406 is hiermee de 'officiële'. Michael Mortimer wees erop dat de mogelijkheid bestaat dat Scleromochlus in de klade valt. In dat geval heeft volgens de ICZN Scleromochlidae prioriteit maar volgens de ICPN niet.

## Beschrijving
Zoals met de meeste vroege avemetatarsaliërs, vonden de meest kenmerkende bekende aanpassingen van lagerpetiden plaats in hun bekken-, achterpoot- en enkelbotten, waarschijnlijk als gevolg van het feit dat dit nu eenmaal de botten zijn die het meest bewaard zijn gebleven. Bekkenmateriaal is alleen bekend bij Lagerpeton en Ixalerpeton, die drie aanpassingen van het darmbeen gemeen hebben. De supraacetabulaire kam, een horizontale botkam die op de buitenzijde van het darmbeenblad boven de heupkom ligt, is het dikst boven het middelste gedeelte van de heupkom, in plaats van aan de voorkant ervan. De kam strekt zich echter ook verder naar voren uit dan bij de meeste dinosauromorfen, kronkelend langs de lengte van de schaambeenwortel (het gebied van het darmbeen dat aansluit op het schaambeen). Het facet van het darmbeen voor het schaambeen opent naar beneden, een eigenschap die ook door ornithischische dinosauriërs werd verworven. De heupzone was over het algemeen breed, had een gesloten heupkom (dat wil zeggen met een verbeende binnenwand in plaats van een perforatie als bij de dinosauriërs) en had twee sacrale wervels, zonder veel specialisaties van latere dinosauromorfen, zoals dinosauriers.
Net als andere vroege archosauriërs (en archosaurische verwanten zoals Euparkeria), was het dijbeen slank en S-vormig. De dijbeenkop was van bovenaf gezien dun en de top ervan stak ongeveer vijfenveertig graden schuin uit tussen mediaal (naar binnen) en anterieur (naar voren). De meeste archosauriërs hadden drie tubera (bulten) op hun afgeplatte heupkop, één in het midden van het anterolaterale (voorwaarts/naar buiten) oppervlak, een andere in het midden van het posteromediale (naar achteren/binnenwaartse) oppervlak en een kleine derde dicht bij de top van de heupkop. Lagerpetiden missen echter de anterolaterale tuber: in plaats daarvan hebben ze een emarginatie, inham, in de kop net onder waar de tuber normaal zou worden verwacht. De heupkop zelf was opvallend haakvormig, gezien vanaf de zijkant. Het distale gedeelte van het dijbeen (dat wil zeggen het gedeelte bij de knie) had een paar condylen (gewrichtsknobbels) aan weerszijden van het achteroppervlak, evenals een derde knobbelachtige structuur die bekend staat als een crista tibiofibularis, net boven de laterale condylus, de buitenste knobbel. De crista tibiofibularis was uniek vergroot bij lagerpetiden en ondergaat verdere evolutie bij Ixalerpeton en in het bijzonder Dromomeron. De kam diende als aanhechting voor een pees die het dijbeen met het onderbeen verbond.
Het scheen- en kuitbeen waren lang en dun, met het scheenbeen langer dan het dijbeen. In het algemeen lijkt het scheenbeen op dat van vroege theropode dinosauriërs. De enkel werd gevormd door twee hoofdbeenderen: het sprongbeen (dat contact maakt met zowel het scheen- als kuitbeen) en het hielbeen (dat alleen contact maakt met het kuitbeen). Net als bij dinosauromorfen was het sprongbeen twee keer zo breed als het gereduceerde hielbeen. Bovendien waren de twee botten samengesmolten, vergelijkbaar met de toestand bij pterosauriërs en sommige vroege dinosauriërs (coelophysoïden, bijvoorbeeld). Een paar kleine, piramidevormige structuren stijgen op uit het sprongbeen, één voor het facet met het scheenbeen en de andere erachter. De voorste is vergelijkbaar met een structuur die wordt gevonden bij dinosauriforme enkels, bekend als de voorste opgaande tak (processus acendens anterior), en het kan er homoloog mee zijn. De achterste opgaande tak (die achter het scheenbeenfacet) is echter volledig uniek voor lagerpetiden. De achterkant van het sprongbeen mist een horizontale groef, wat vergelijkbaar is met Tropidosuchus, theropoden en ornithischiërs, maar in tegenstelling staat tot de meeste andere archosauriformen. Net als pterosauriërs en dinosauriërs (maar in tegenstelling tot Marasuchus en de meeste andere archosauriërs), is het facet op het hielbeen dat het kuitbeen ontvangt hol en is er geen bewijs van een uitgesproken achterwaartse bult die bekend staat als de tuber calcaneum.

## Fylogenie
De lagerpetiden worden doorgaans beschouwd als verwanten van de dinosauriërs, als een tak van de groep Dinosauromorpha. Een clade van lagerpetiden werd ook gevonden in de grote fylogenetische analyses van vroege dinosauriërs en andere dinosauromorfen die werden geproduceerd door Baron, Norman & Barrett (2017). Meer recentelijk voerden Muller et alii (2018) de meest uitgebreide studie uit aangaand de lagerpetide fylogenie, die alle tot nu toe bekende lagerpetide specimina, taxa en morfotypen verzamelde in drie van de meest recente datamatrices over vroege dinosauromorfe/archosaurische evolutie. Tot slot voegden Garcia et alii (2019) een niet nader genoemde lagerpetide (een nieuw morfotype) toe aan de datamatrices die in het onderzoek door Muller et alii werden gebruikt (2018).

Cladogram vereenvoudigd naar Cabreira et alii, 2016:
|  | Lagerpeton                                                 |
|  |                                                            |
|  | \| \| Ixalerpeton \| \| \| \| \| \| Dromomeron \| \| \| \| |
|  |                                                            |
|  | Ixalerpeton                                                |
|  |                                                            |
|  | Dromomeron                                                 |
|  |                                                            |

|  | Ixalerpeton |
|  |             |
|  | Dromomeron  |
|  |             |

|  | Marasuchus |
|  | |
|  | \| \| Pseudolagosuchus \| \| \| \| \| \| Lewisuchus \| \| \| \| \| \| Saltopus \| \| \| \| \| \| Dinosauria \| \| \| \| |
|  | |
|  | Pseudolagosuchus |
|  | |
|  | Lewisuchus |
|  | |
|  | Saltopus |
|  | |
|  | Dinosauria |
|  | |

|  | Pseudolagosuchus |
|  |                  |
|  | Lewisuchus       |
|  |                  |
|  | Saltopus         |
|  |                  |
|  | Dinosauria       |
|  |                  |

|  | Lagerpeton                                                 |
|  |                                                            |
|  | \| \| Ixalerpeton \| \| \| \| \| \| Dromomeron \| \| \| \| |
|  |                                                            |
|  | Ixalerpeton                                                |
|  |                                                            |
|  | Dromomeron                                                 |
|  |                                                            |

|  | Ixalerpeton |
|  |             |
|  | Dromomeron  |
|  |             |

|  | Marasuchus |
|  | |
|  | \| \| Pseudolagosuchus \| \| \| \| \| \| Lewisuchus \| \| \| \| \| \| Saltopus \| \| \| \| \| \| Dinosauria \| \| \| \| |
|  | |
|  | Pseudolagosuchus |
|  | |
|  | Lewisuchus |
|  | |
|  | Saltopus |
|  | |
|  | Dinosauria |
|  | |

|  | Pseudolagosuchus |
|  |                  |
|  | Lewisuchus       |
|  |                  |
|  | Saltopus         |
|  |                  |
|  | Dinosauria       |
|  |                  |

|  | Lagerpeton                                                 |
|  |                                                            |
|  | \| \| Ixalerpeton \| \| \| \| \| \| Dromomeron \| \| \| \| |
|  |                                                            |
|  | Ixalerpeton                                                |
|  |                                                            |
|  | Dromomeron                                                 |
|  |                                                            |

|  | Ixalerpeton |
|  |             |
|  | Dromomeron  |
|  |             |

|  | Marasuchus |
|  | |
|  | \| \| Pseudolagosuchus \| \| \| \| \| \| Lewisuchus \| \| \| \| \| \| Saltopus \| \| \| \| \| \| Dinosauria \| \| \| \| |
|  | |
|  | Pseudolagosuchus |
|  | |
|  | Lewisuchus |
|  | |
|  | Saltopus |
|  | |
|  | Dinosauria |
|  | |

|  | Pseudolagosuchus |
|  |                  |
|  | Lewisuchus       |
|  |                  |
|  | Saltopus         |
|  |                  |
|  | Dinosauria       |
|  |                  |

|  | Lagerpeton                                                 |
|  |                                                            |
|  | \| \| Ixalerpeton \| \| \| \| \| \| Dromomeron \| \| \| \| |
|  |                                                            |
|  | Ixalerpeton                                                |
|  |                                                            |
|  | Dromomeron                                                 |
|  |                                                            |

|  | Ixalerpeton |
|  |             |
|  | Dromomeron  |
|  |             |

|  | Marasuchus |
|  | |
|  | \| \| Pseudolagosuchus \| \| \| \| \| \| Lewisuchus \| \| \| \| \| \| Saltopus \| \| \| \| \| \| Dinosauria \| \| \| \| |
|  | |
|  | Pseudolagosuchus |
|  | |
|  | Lewisuchus |
|  | |
|  | Saltopus |
|  | |
|  | Dinosauria |
|  | |

|  | Pseudolagosuchus |
|  |                  |
|  | Lewisuchus       |
|  |                  |
|  | Saltopus         |
|  |                  |
|  | Dinosauria       |
|  |                  |

In 2020 vonden studies echter de Lagerpetidae als basale Pterosauromorpha.